# Patty Smyth
|  | No s'ha de confondre amb Patti Smith. |

Patty Smyth (Nova York, 26 de juny de 1957) és una cantant de rock estatunidenca. A principis dels anys 80 va ser cantant de la banda Scandal, va abandonar el grup el 1984 i va començar una carrera en solitari publicant dos discos els anys 1987 i 1992. El 1997 es va casar amb el famós extennista John McEnroe amb qui viu a Nova York en companyia de la seva filla Ruby, els fills de John (de la seva anterior relació amb Tatum O'Neal) i els fills que han tingut junts (Ava i Anna).

## Discografia

### Àlbums d'estudi
- Never Enough (1987) núm. 66 EE. UU.
- Patty Smyth (1992) núm. 47 EE. UU.
- Greatest Hits – Featuring Scandal (1998)

### Senzills
| 1987                                      | "Never Enough"                                      | 61  | 4  | —  | —  | Never Enough   |
| 1987                                      | "Downtown Train"                                    | 95  | 40 | —  | —  | Never Enough   |
| 1987                                      | "Isn't It Enough"                                   | —   | 26 | —  | —  | Never Enough   |
| 1992                                      | "Sometimes Love Just Ain't Enough" (amb Don Henley) | 2   | —  | 1  | 22 | Patty Smyth    |
| 1992                                      | "No Mistakes"                                       | 33  | —  | 4  | —  | Patty Smyth    |
| 1993                                      | "I Should Be Laughing"                              | 86  | —  | —  | —  | Patty Smyth    |
| 1993                                      | "Shine"                                             | —   | —  | —  | —  | Patty Smyth    |
| 1994                                      | "Look What Love Has Done"                           | 106 | —  | 23 | —  | Non-album song |
| "—" indica que no va entrar a les llistes |                                                     |     |    |    |    |                |